# فايز بندر
فايز بندر سوعان العنزي، من مواليد (7 ديسمبر 1983)، لاعب كرة قدم كويتي سابق في نادي القادسية الكويتي ومنتخب الكويت لكرة القدم، ويلعب كلاعب وسط وكمدافع في معظم الأحيان.

## بداياته
بدأ اللاعب فايز بندر مسيرته مع نادي الصليبخات، وفي موسم 2004/2005 انتقل إلى نادي القادسية الكويتي، وكانت بدايته مع النادي متعثرة، ولكن مع مرور الوقت بدأ يتأقلم مع النادي، وأستطاع أن يفرض نفسه أساسيا في الفريق، حينها تم إختياره لتمثيل منتخب الكويت لكرة القدم، ولكنه اعتذر لأنه أصيب في آخر موسم 2004/2005، وفي موسم 2005/2006 وفي أول مباراة يلعبها بعد الإصابة، أصيب مرة أخرى، ولكن هذه المرة أصيب في قطع بالرباط الصليبي، مما أدى إلى غيابه طوال الموسم.

## الإصابة أثناء عمله
بعد إعتزاله كرة القدم تفرغ الي عمله الحكومي في وزارة الداخلية حيث يعمل ضابطا برتبة عقيد في إدارة المباحث، وخلال مهمة عمل قام بها مع رجال الأمن لمداهمة وضبط أحد تجار المخدرات المطلوبين، تعرض لاصابة كادت تؤدي بحياته حيث تعرض لكسور بالغة في الظهر والضلوع وتجمع للماء في الرئة، إثر سقوطه من الطابق الثاني، اثناء تأدية واجبه وعملية ضبط المتهم، وتعد هذه الإصابة الرابعة التي يتعرض لها اثناء عمله بسلك الشرطة.

## روابط خارجية
- فايز بندر على موقع ناشيونال فوتبول تيمز (الإنجليزية)
- فايز بندر على موقع كووورة